# Eduardo Berti
Pour les articles homonymes, voir Berti.
Eduardo Berti, né en 1964 à Buenos Aires, est un écrivain argentin.

## Biographie
Très jeune, Eduardo Berti collabore dans les journaux les plus importants de son pays (Página/12, Clarín, La Nación), il est le fondateur d'une des premières radios indépendantes de l'Argentine et il publie deux livres journalistiques autour de la musique populaire en Amérique Latine.
Dans les années 90, en parallèle à la réalisation de documentaires pour la télévision sur l'histoire du tango, il travaille aussi comme critique littéraire et lecteur.
Son activité comme traducteur est très importante. Il a traduit depuis l'anglais vers l'espagnol des œuvres de Nathaniel Hawthorne, Jane Austen et autres; et il traduit aussi depuis le français vers l'anglais.
Ses livres sont publiés en Argentine et en Espagne, et traduits en Angleterre (Pushkin Press), au Japon (Schinchosa) au Portugal (Temas e Debates) et en France.
En 2014, il devient membre de l'Oulipo.

## Œuvres
- Le Désordre électrique, 1998. Grasset.
- Madame Wakefield, 2000. Grasset. Nommé pour le prix Fémina.
- La Vie impossible, 2002. Actes Sud. Prix Fernando Aguirre/Libralire.
- Tous les Funes, 2004. Actes Sud.
- Rétrospective de Bernabé Lofeudo, 2006. Actes Sud.
- Madame Wakefield (poche), 2007. Babel.
- Les Petits Miroirs, 2007. MEET.
- L’Ombre du boxeur, 2009. Actes Sud.
- L'Inoubliable, 2011. Actes Sud.
- Le Pays imaginé, 2013. Actes Sud.
- Une Présence idéale, 2017. Flammarion.
- Poèmes de babyfoot, 2019. Éditions Les Venterniers.
- Un père étranger, 2021. La Contre Allée.